# Italo Calvino
Italo Calvino (Santiago de las Vegas, Cuba, 15 oktober 1923 – Siena, 19 september 1985) was een Italiaans schrijver van romans, verhalen, essays en een toneelstuk.

## Levensloop
Op 15 oktober 1923 werd Italo Calvino geboren op Cuba, waar de familie vanwege zijn vaders werk voor een korte periode naartoe was verhuisd. In 1925 keerden ze terug naar San Remo in Italië. Dit was de geboorteplaats van zijn vader, een landbouwkundig ingenieur. Zijn moeder was biologe en afkomstig van Sardinië. Na zijn gymnasiumopleiding ging Italo landbouwkunde studeren aan de universiteit van Turijn, maar hij gaf in 1943 zijn studie op om zich bij de communistische Brigate Garibaldi van de partizanen aan te sluiten in de Alpi Marittime. In 1945 ging hij terug naar zijn universiteit, maar dan als student aan de Letterenfaculteit. In 1947 studeerde hij af met een scriptie over Joseph Conrad.
Na de bevrijding werd hij actief lid van de Italiaanse Communistische Partij (PCI) en werkte hij mee aan communistische dagbladen en tijdschriften. In Turijn kwam hij al snel in contact met de intellectuelen die verbonden waren aan de uitgeverij Einaudi, zoals Cesare Pavese en Elio Vittorini en werd hij medewerker van het tijdschrift Il Politecnico. In 1947 publiceerde Einaudi de korte roman Il sentiero dei nidi di ragno (vertaald als Het pad van de spinnenesten), waarmee Calvino zich vestigde als veelbelovend schrijver van het nieuwe neorealisme. In 1950 begon hij te werken op de redactie van uitgeverij Einaudi, werd er in 1955 directeur en bleef dat tot 1961. Na onenigheid over de politieke koers zegde hij in 1957 zijn lidmaatschap van de PCI op. In 1959 lanceerde hij samen met Elio Vittorini het tijdschrift Il Menabò. Gedurende deze periode publiceerde hij de verhalenbundel Racconti (1958), bundelde hij in I nostri antenati (1960, Onze voorouders) drie eerder verschenen romans: Il visconte dimezzato (1952, De gespleten burggraaf), Il barone rampante (1957, De baron in de bomen) en Il cavaliere inesistente (1959, De ridder die niet bestond).
In 1960 verbleef hij zes maanden in de Verenigde Staten en daarna woonde hij een tijd in Rome, terwijl hij vanwege een groeiende interesse voor de Franse cultuur lange perioden in Parijs doorbracht. Hij stelde belang in de ontwikkelingen van begin jaren zestig, zowel aan het nieuw-linkse front als aan het front van de neo-avant-garde (Gruppo '63), maar hield er afstand van. In La giornata di uno scrutatore (1963, Een dag op het stembureau) gaf hij zijn visie op de crisis van links. 
In 1964 trouwde hij met de Argentijnse vertaalster Esther Judith Singer en ging met haar in Parijs wonen. Hij bleef werken voor Einaudi, vertoefde in experimentele literaire kringen en legde contact met de Oulipo-groep (Ouvroir de Littérature Potentielle). In 1965 kwam zijn boek Le cosmicomiche (Kosmikomische verhalen) uit en in 1967 Ti con zero. Hij volgde de eerste uitingen van de studentenopstand in Italië en in Frankrijk aandachtig. Hij deelde de kritische en anti-autoritaire houding van de studenten, maar dit kwam niet tot uiting in zijn werk uit deze periode: Le città invisibili (1972, De onzichtbare steden) en Il castello dei destini incrociati (1973, Het kasteel van de kruisende levenspaden). 
Zijn internationale faam breidde zich snel uit door vertalingen van zijn werken. Hij publiceerde in dagbladen zoals Il Giorno, de Corriere della Sera en vanaf 1979 in La Repubblica. Hoewel hij in de gebeurtenissen van de jaren zeventig een algemeen verval in de burgerlijke samenleving bespeurde, straalde Se una notte d’inverno un viaggiatore (1979, Als op een winternacht een reiziger) levensvreugde uit. 
In 1980 verhuisde hij met zijn gezin naar Rome. De roman Palomar (1983, vertaald als Palomar) schetst een bittere en gedesillusioneerde toekomst. Calvino beschouwde de Italiaanse intellectuelen en de chaotische situatie van zijn land met een groeiend gevoel van vervreemding. In de zomer van 1985 bereidde hij de lezingen voor, die hij aan de Harvard-universiteit ging houden, waar hij als Norton Lecturer gevraagd was voor het jaar 1985-86, maar hij kreeg een hersenbloeding en stierf op 19 september 1985 in Siena.

## Werk
Het overheersende thema in het oeuvre van Calvino is een spel met de literatuur, waarmee hij tevens de onzekerheid van het leven wil weergeven.  
In zijn eerste periode behoort hij tot de neorealistische literaire stroming. Zijn korte roman Il sentiero dei nidi di ragno (1947, Het pad van de spinnenesten) behoort tot de beste verzetsliteratuur, waarin Calvino het verzet op een objectieve en kritische wijze beschrijft. In de verhalenbundel Ultimo viene il corvo (1949, En dan komt de raaf) wordt het verzetsthema in een sprookjesachtige sfeer getrokken. Zijn vlucht in het sprookjesachtige en het fantastische om de harde geschiedenis en de sociale problemen te verwoorden komt voort uit onvrede met de conventionele verhaalstructuur. In zijn experiment gebruikt hij sociaal-realistische en op het sprookje gebaseerde verhaalstructuren. 
Het resultaat van zijn belangstelling voor structuren naar voorbeeld van oude sprookjes is de trilogie I nostri antenati (1960, Onze voorouders): Il visconte dimezzato (1952, De gespleten burggraaf), Il barone rampante (1957, De baron in de bomen) en Il cavaliere inesistente (1959, De ridder die niet bestond), waarmee Calvino het neorealisme achter zich laat. In deze drie romans treden zijn hoofdpersonen buiten de realiteit. 
In zijn roman Marcovaldo ovvero Le stagioni in città (1963, Marcovaldo, of De seizoenen in de stad) worden de negatieve effecten van de technologische vooruitgang op de mens gesymboliseerd, zoals het verlies van de individualiteit en de verwording van de mens tot robot. De romans Le cosmicomiche (1965, Kosmikomische verhalen) en Ti con zero (1967) zijn een intellectualistisch spel, gebaseerd op sciencefiction en de exacte wetenschappen, waarin de angst voor de leegte en het kosmisch pessimisme overheersen.
In Il castello dei destini incrociati (1973, Het kasteel van de kruisende levenspaden) bepaalt een kaartspel de structuur, waardoor een metaverhaal ontstaat over hoe een verhaal tot stand komt. In zijn roman Le città invisibili (1972, De onzichtbare steden) zet Calvino de twee hoofdpersonen scherp tegenover elkaar waardoor er een spanning blijft tussen utopie en werkelijkheid. In Se una notte d’inverno un viaggiatore (1979, Als op een winternacht een reiziger) speelt de schrijver een spel met de lezer door voortdurend een nieuw verhaal te beginnen zonder het voorgaande af te maken.

### Romans, sprookjes, verhalen en een toneelstuk
- 1947 - Il sentiero dei nidi di ragno
- 1948 - I figli poltroni
- 1949 - Ultimo viene il corvo
- 1951 - I giovani del Po
- 1951 - Taccuini di viaggio in URSS di Italo Calvino
- 1952 - Il visconte dimezzato
- 1954 - L'entrata in guerra, Torino, Einaudi
- 1956 - Fiabe italiane, raccolte dalla tradizione popolare durante gli ultimi cento anni e trascritte in lingua dai vari dialetti..., Torino, Einaudi
- 1956 - La panchina. Opera in un atto, Torino, Toso. Su musica di Sergio Liberovici.
- 1957 - La gran bonaccia delle Antille
- 1957 - Il barone rampante
- 1958 - Racconti
- 1959 - Il cavaliere inesistente
- 1960 - I nostri antenati (trilogie van Il visconte dimezzato, Il barone rampante en Il cavaliere inesistente)
- 1963 - La giornata di uno scrutatore, Torino, Einaudi.
- 1963 - La speculazione edilizia, Torino, Einaudi.
- 1963 - Marcovaldo ovvero Le stagioni in città
- 1965 - Le cosmicomiche
- 1965 - La nuvola di smog e La formica argentina, Torino, Einaudi.
- 1967 - Appunti sulla narrativa come processo combinatorio
- 1967 - Ti con zero
- 1968 - La memoria del mondo e altre storie cosmicomiche, Milano, Club degli Editori.
- 1969 - Tarocchi. Il mazzo visconteo di Bergamo e New York, Parma, Ricci.
- 1970 - Gli amori difficili, Torino, Einaudi.
- 1970 - Orlando furioso di Ludovico Ariosto raccontato da Italo Calvino con una scelta del poema, Torino, Einaudi.
- 1972 - Le città invisibili
- 1973 - Il castello dei destini incrociati
- 1974 - Autobiografia di uno spettatore, in Federico Fellini, Quattro film. I vitelloni, La dolce vita, 8 1/2, Giulietta degli spiriti, Torino, Einaudi.
- 1982 - La vera storia, due atti, Milano, Edizioni del Teatro alla Scala. Su musica di Luciano Berio.
- 1979 - Se una notte d’inverno un viaggiatore
- 1983 - Palomar
- 1984 - Cosmicomiche vecchie e nuove, Milano, Garzanti.

### Essays
- 1973 - La tradizione popolare nelle fiabe, in Storia d'Italia, vol. 5 - tomo 2: I documenti
- 1980 - Una pietra sopra. Discorsi di letteratura e società
- 1984 - Collezione di sabbia

### Postuum
- 1986 - Sotto il sole giaguaro
- 1988 - Lezioni americane. Sei proposte per il prossimo millennio
- 1988 - Sulla fiaba
- 1990 - La strada di san Giovanni
- 1991 - Perché leggere i classici
- 1993 - Prima che tu dica "pronto"
- 1994 - Eremita a Parigi
- 2002 - Mondo scritto e mondo non scritto
- 2003 - Il libro dei risvolti

### In Nederlandse vertaling
- 1962 - De gespleten burggraaf
- 1969 - Italiaanse sprookjes / Italiaanse volkssprookjes
- 1981 - De onzichtbare steden
- 1982 - Als op een winternacht een reiziger
- 1982 - Het kasteel van de kruisende levenspaden
- 1985 - Palomar
- 1986 - De baron in de bomen
- 1987 - Onder de jaguarzon
- 1989 - De moeilijke liefdes
- 1991 - Zes memo's voor het volgende millennium
- 1992 - De weg naar San Giovanni
- 1992 - Marcovaldo, of De seizoenen in de stad
- 1993 - Het pad van de spinnenesten
- 1994 - Een dag op het stembureau
- 1995 - Onze voorouders (De gespleten burggraaf; De baron in de bomen; De ridder die niet bestond)
- 1995 - Goed verteld
- 1999 - En dan komt de raaf
- 2003 - Waarom zou je de klassieken lezen
- 2010 - Kosmikomische verhalen